# Westerham
Westerham è un paese di 5 000 abitanti della contea del Kent, in Inghilterra. Nel 1727 vi nacque il generale James Wolfe.